# Тіоальдегіди

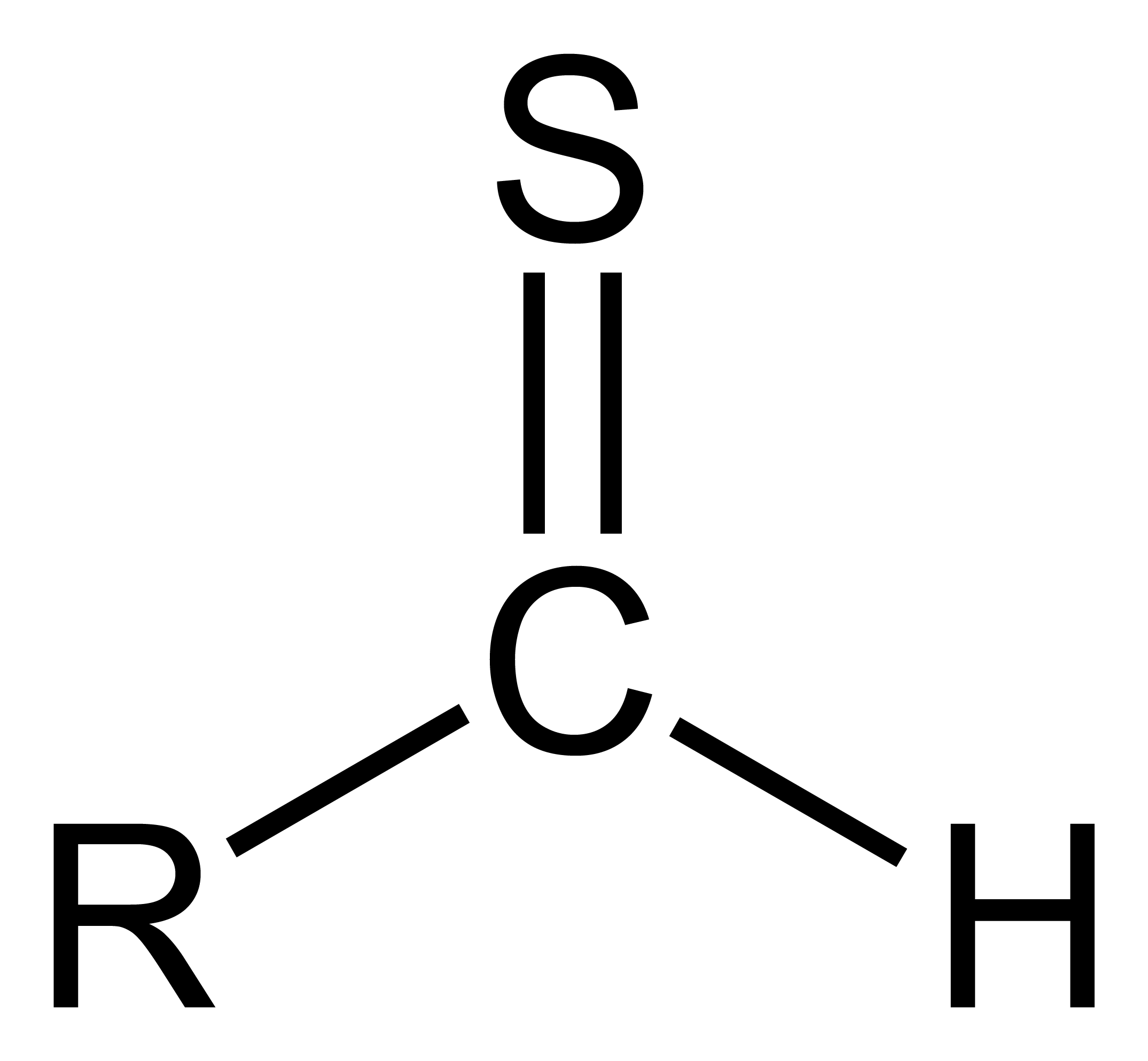
Хімічна структура тіалів

Тіоальдегі́ди, тіа́лі (рос. тиоальдегиды, [тиали], англ. thioaldehydes, [thials]) — сульфурорганічні сполуки елементного складу RCH=S. Їх можна розглядати як похідні альдегідів, у яких карбонільний кисень замінений двовалентною сіркою RCH(=S).
Вони існують переважно в полімерній формі (RCHS)n, де n ≥ 3, як мономери відомі лише для ароматичного ряду в розчинах.
Прикладом таких сполук є пропантіаль CH3CH2CH(=S).